# Юсуф Аль-Азма
Юсуф Аль-Азма (араб. يوسف العظمة‎, тур. Yusuf el-Azma; 1884 или 1883, Дамаск, Османская империя — 24 июля 1920, Майсалун, Французский мандат в Сирии и Ливане) — сирийский военный и революционный деятель, а также бывший министр Арабского королевства Сирии при правительствах премьер-министров Риды аль-Рикаби и Хашима аль-Атасси, а также начальником генерального штаба арабской армии при короле Фейсале. Занимал пост военного министра с января 1920 года до своей смерти, командуя сирийскими войсками в битве при Майсалуне во время франко-сирийской войны.
Будучи офицером Османской армии, принимал активное участие в нескольких фронтах Первой Мировой войны. После изгнания османов из Дамаска, служил эмиру Фейсалу, лидеру Арабского восстания, и был назначен военным министром после создания арабского правительства в Дамаске в январе 1920 года. Ему было поручено создать зарождающуюся Арабскую армию Сирии. На тот момент в результате соглашения «Сайкса — Пико» Сирия оказалась в зоне Франции, которая не признавала правительство Фейсала. Юсуф Аль-Азма был одним из наиболее ярых противников французского правления и выступал за освобождение Сирии от французского владычества. Возглавляя разношерстную армию из гражданских добровольцев, бывших османских офицеров и бедуинских кавалеристов, он вступил в бой с французами на перевале Майсалун, но был убит, а его армия была разгромлена, что позволило французам занять Дамаск 25 июля 1920 года. Несмотря на это, Юсуф Аль-Азма за свою настойчивость в бою с французами был признан у себя на родине национальным героем. В его честь названа площадь в Дамаске, где стоит его памятник. А его именем названы многочисленные школы и площади в Сирии .

## Ранние годы

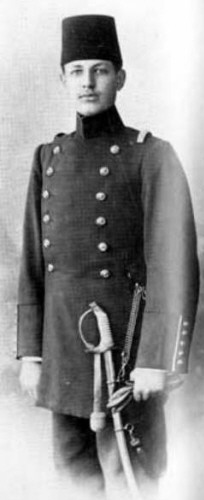
Портрет Юсуфа Аль-Азмы в военной форме после окончания Османской военной академии в 1906 году.

Родился в 1883 году в семье видных торговцев и землевладельцев Дамаска, члены которой входили в состав османского сирийского истеблишмента; брат служил губернатором округа, а многие из его родственников были османскими офицерами. Другие члены семьи Аль-Азма позже стали банкирами, землевладельцами и торговцами в постмандатной Сирии, а один из членов семьи, Башир аль-Азма, занимал пост премьер-министра Сирии в 1962 году. Согласно некоторым данным, семья имеет туркоманское происхождение.
Юсуф Аль-Азма окончил Стамбульскую военную академию Османской империи в 1906 году и был членом организации Единение и прогресс. После окончания учебы прошел дополнительную военную подготовку в Германии, пока не вернулся в Стамбул в 1909 году. Оттуда был немедленно назначен военным атташе в Каире. В 1914 году был командующим 25-й пехотной дивизии Османской армии во время Первой мировой войны. Позже  был переведен на должность заместителя военного министра Энвера-паши в Стамбуле.

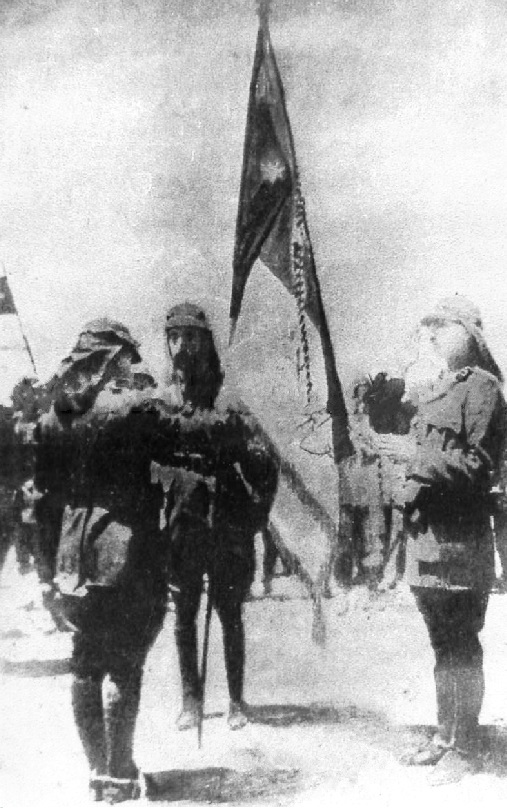
Юсуфа Аль-Азма приветствует короля Фейсала I (в центре), 1920 г.

Ближе к концу войны был назначен начальником штаба Первой османской армии, базирующейся в Стамбуле. В том же месяце Дамаск был захвачен поддерживаемой британцами армией Шарифа Арабского восстания во главе с сыном Хусейна эмиром Фейсалом I, ставшим впоследствии королём. Впоследствии Юсуф вернулся в Дамаск. Вступил в арабское националистическое тайное общество, основанное в 1911 году, хотя точной даты основания нет, и стал личным камергером эмира Фейсала. В отличие от других бывших османских офицеров из арабских земель империи, которые были выходцами почти исключительно из скромной семьи, Юсуф Аль-Азма происходил из высшего городского класса. В январе 1919 года Фейсал I назначил его военным делегатом Дамаска в Бейруте.
В это время происходил распад Османской империи, и по договору Сайкса — Пико территория Сирии с Дамаском в центре оказалась во французской зоне.

## Карьера военного министра

### Начало карьеры
В правительстве премьер-министра Риды аль-Рикаби Юсуф Аль-Азма был повышен до министра войны, а 26 января 1920 года был также назначен начальником Генерального штаба эмиром Фейсалом вместо Ясина аль-Хашими, арестованного британскими войсками в Палестине. Дамасские корни Юсуфа и его репутация местного и награжденного османского военного генерала сделали его «лучшим кандидатом на пост министра войны», хотя ранее он боролся против Арабского восстания. По словам историка Сами Мубайеда, во время своего пребывания на посту Юсуф Аль-Азма заложил основы и иерархию современной сирийской армии. 

### Война за независимость Сирии
Назначение Юсуф Аль-Азма начальником Генерального штаба совпало с началом французской интервенции.
Французские войска под командованием генерала Анри Гуро высадились в Бейруте в ноябре 1919 года и вскоре начали военное продвижение вглубь Сирии. Юсуф Аль-Азма организовал набор солдат в арабскую армию, особенно активно в северных районах страны, но столкнулся с трудностями, в виду того, что большая часть сирийцев не была готова к битве в виду ограниченного запаса ресурсов. Тем не менее, ему удалось укрепить военную силу, опираясь на поддержку турецких повстанцев Мустафы Кемаля. Он собрал оружие и боеприпасы, оставленные османской армией в Сирии, а также средства на новое вооружение и к середине 1920 года создал военную силу численностью около 10 000 человек, в основном состоящую из бедуинских добровольцев и бывших османских офицеров. В том же году 13 июля добился принятия чрезвычайных мер в правительстве Сирии, в частности, введение цензуры прессы и реквизиции транспорта для военных нужд.
Франция предъявила ультиматум Сирийскому правительству 14 июля, требуя разоружения армии и передачи власти французам. 18 июля сирийский кабинет министров большинством голосов принял решение на капитуляции и признании победы Франции, с чем согласился король Фейсал I. Однако Юсуф аль-Азма выступил против этого решения, настаивая на продолжение освободительной войны против французского владычества. После уговоров с королем, когда французские войска начали наступление на Дамаск из Ливана, получил разрешение на дальнейшее сражение.

### Битва на перевале Майсалун

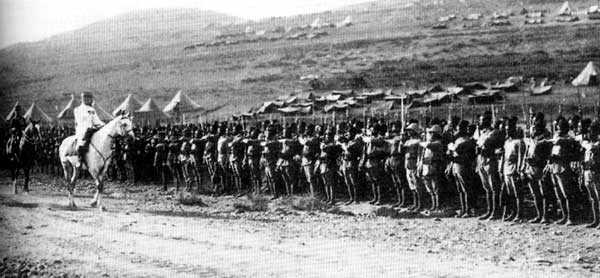
Французский генерал Анри Гуро инспектирует свои войска в Майсалуне

Около 12 000 французских солдат, состоящих из десяти пехотных батальонов, а также кавалеристов и артиллеристов, при поддержке танков и истребителей-бомбардировщиков, начали наступление на Дамаск 21 июля. В частности, они захватили Анджар в долине Бекаа, тем самым вызвав удивление короля Фейсала I, считавшего, что всего этого можно было бы избежать, если согласиться на ультиматум за неделю до этого, как и обещал генерал Гуро. Около 300 расформированных войск сирийской армии получили приказ повторно мобилизоваться на перевале Майсалун, примерно в 12 милях к западу от Дамаска. Юсуф Аль-Азма сумел собрать разнородную армию, состоящую из гражданских добровольцев, бывших османских офицеров и бедуинской кавалерии.
22 июля король Фейсал I попытался задержать французское наступление, отправив министра образования Сати аль-Хусри на переговоры с генералом Гуро, который выдвинул новые условия, чтобы предотвратить наступление своей армии, и дал королю Фейсалу еще один день на обсуждение условий. На следующий день, пока кабинет рассматривал условия Гуро, французы запросили вход в Майсалун, чтобы получить доступ к его водам. Сирийцы истолковали запрос как оправдание армии Гуро захвата Дамаска, поэтому король Фейсал I на требования Анри Гуро ответил отказом. 
Юсуф Аль-Азма вступил в бой с французами на перевале Майсалун. Его войска были в основном вооружены ржавыми винтовками, оставленными османскими войсками, и винтовками, которые использовались бедуинскими нерегулярными войсками во время Арабского восстания 1916 года, а также 15 пушками. Военные силы состояли преимущественно из верблюжьей кавалерии. Юсуф Аль-Азма возглавлял центральную колонну, состоящую из многочисленных добровольцев. На рассвете во время столкновения французской армии с арабской последние из-за отсутствия скоординированности потерпели поражение к первому часу битвы. Сирийцы израсходовали все имеющиеся при себе боеприпасы, что позволило превосходящей в военном отношении французской армии прорвать арабские линии.

### Гибель
Около 10:30 утра французские войска достигли штаба Юсуфа Аль-Азмы. Мины, которые были установлены сирийскими войсками, не были взорваны или же от них французские войска получили минимальные ранения. Когда французские войска находились примерно в 100 метрах от него, Юсуф Аль-Азма бросился к артиллеристу и приказал ему стрелять по французским танкам. Перед выпуском снаряда Юсуф Аль-Азма был ранен в голову и грудь пулеметным огнем французского танкиста, в результате чего погиб в бою. Отдельные стычки продолжались еще три часа. К тому времени арабские войска в беспорядке отступили в сторону Дамаска. Французские войска захватили город 25 июля 1920 года, что ознаменовало конец франко-сирийской войны и окончательного установления французского мандата над Сирией и Ливаном.

## Память

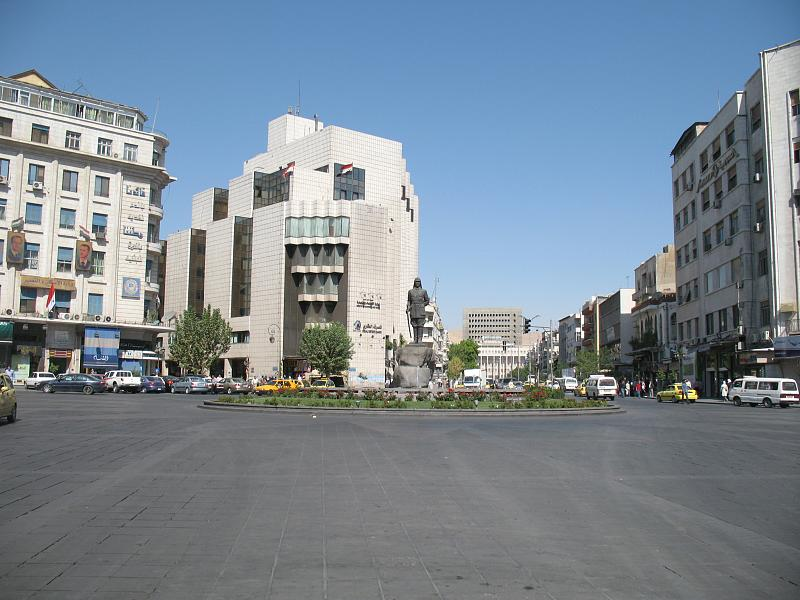
Площадь имени Юсуфа Аль-Азмы в центре Дамаска

Несмотря на своё поражение в бою с французами, за свою стойкость и преданность делу независимости Сирии Юсуф Аль-Азма был признан национальным героем.
Память о Юсуфе Аль-Азме продолжает жить в Сирии. Ветераны сирийской армии почтили его память минутой молчания и возложили цветы на его могилу, признавая его вклад в борьбу за независимость и его жертву ради родины.